# Comuna Cosăuți, Soroca
Comuna Cosăuți este o comună din raionul Soroca, Republica Moldova. Este formată din satele Cosăuți (sat-reședință) și Iorjnița.

## Demografie
Conform datelor recensământului din 2014, comuna are o populație de 3.254 de locuitori. La recensământul din 2004 erau 3.468 de locuitori.

## Administrație și politică
Componența Consiliului local Cosăuți (13 consilieri), ales la 5 noiembrie 2023, este următoarea:
|  | Partid                                        | Consilieri | Componență | Componență | Componență | Componență | Componență |
|  | --------------------------------------------- | ---------- | ---------- | ---------- | ---------- | ---------- | ---------- |
|  | Partidul Acțiune și Solidaritate              | 5          |            |            |            |            |            |
|  | Partidul Socialiștilor din Republica Moldova  | 3          |            |            |            |            |            |
|  | Partidul Democrația Acasă                     | 3          |            |            |            |            |            |
|  | Platforma Demnitate și Adevăr                 | 1          |            |            |            |            |            |
|  | Partidul Dezvoltării și Consolidării Moldovei | 1          |            |            |            |            |            |

## Personalități născute aici
- Gheorghe Munteanu (1935 - 2022), doctor în chimie.